# Ari Holopainen
Ari Holopainen, född 24 januari 1969 i Varkaus, är en finländsk tidigare bandyspelare som gjorde sig känd för sin målfarlighet och för sitt enorma skott. Han började sin karriär i Warkauden Pallo -35 (WP 35) och avslutade den i Villa Lidköping BK. Därefter har han verkat som bandytränare i olika svenska klubbar.

## Karriär

### Spelarkarriär
Han började sin spelarkarriär hos WP 35. Där spelade han säsongerna 1985/86, 1986/1987 och 1987/1988. Därefter flyttade han till Sverige där han spelade för Ljusdals BK de två nästkommande säsongerna. Säsongen 1991/1992 spelade han för Katrineholms SK.
Efter detta flyttade han hem till Finland för spel i WP 35 igen. Där spelade han i tre säsonger innan han inför säsongen 1995/1996 flyttade till Sverige igen, denna gång till Villa Lidköping BK där han gjorde stor succé under flera säsonger.
Inför säsongen 2001/2002 tog han det kontroversiella beslutet att flytta till ärkerivalen IFK Vänersborg. Där spelade han i tre säsonger innan han återvände till Villa Lidköping där han spelade i två säsonger innan han avslutade sin karriär som aktiv 2005.
2004 var han med och tog Finlands första VM-guld i bandy. Finland slog Sverige med 5–4 i finalen som spelades på Rocklunda i Västerås. Holopainen gjorde sju mål under denna turnering och är hela bandy-VM:s bäste målskytt genom tiderna med sina 61 VM-mål.

### Tränarkarriär
2006 blev Holopainen tränare för Villa Lidköping. 2013 övergick han till att träna IFK Kungälv, och senare tränade han Gripen Trollhättan. Sedan 2017 tränar han IFK Vänersborg.